# William Crosson Feazel
William Crosson Feazel (ur. 10 czerwca 1895, zm. 16 marca 1965) – amerykański polityk związany z Partią Demokratyczną.
W 1948 roku był senatorem Stanów Zjednoczonych z Luizjany.